# Bohumil Servus
Bohumil Servus (* Csehszlovákia, 1928. november 10.) csehszlovák politikus, a Szövetségi Gyűlés Nemzetek Kamarájának képviselője, a Csehszlovák Néppárt tagja volt.

## Politikai pályafutása
Az 1981-es választásokban a Szövetségi Gyűlés Népek Kamarájának képviselőjévé választották. 
1986 és 1990 között a Szövetségi Gyűlés Nemzetek Kamarájának képviselője volt.

## Fordítás
Ez a szócikk részben vagy egészben  a   Bohumil Servus című cseh Wikipédia-szócikk fordításán alapul.  Az eredeti cikk szerkesztőit annak laptörténete sorolja fel. Ez a jelzés csupán a megfogalmazás eredetét és a szerzői jogokat jelzi, nem szolgál a cikkben szereplő információk forrásmegjelöléseként.